# 沈甫宣
沈 甫宣（シム・ボソン、朝鮮語: 심보선、1970年 - ）は、大韓民国の詩人、社会学者、教授。
1970年韓国ソウル特別市生まれ。ソウル大学校社会学科、同校大学院を経てコロンビア大学大学院社会学科で博士号取得。
慶熙サイバー大学校文化芸術経営学科の教授を務め、人文芸術雑誌『F』の編集委員として活動、そのほか延世大学校コミュニケーション大学院文化媒介専攻専任教授である。

## 著書

### 詩集
- 《슬픔이 없는 십오초》(文学と知性社, 2008年)
- 《눈앞에 없는 사람》(文学と知性社, 2011年)
- 《오늘은 잘 모르겠어》(文学と知性社, 2017年)

### 散文集
- 《그을린 예술》(民音社, 2013)